# Nati nel 1917/Giugno
| Questa pagina contiene informazioni ricavate automaticamente dalle voci biografiche con l'ausilio del template Bio e di un bot. L'aggiornamento è periodico e automatico e ricostruisce completamente la pagina. Se manca una persona in questa lista, sei pregato di non aggiungerla, ma accertati piuttosto che la sua voce biografica contenga il template Bio e che i dati anagrafici siano correttamente compilati. Se il template Bio manca, inseriscilo tu stesso o, in alternativa, metti l'avviso {{tmp\|Bio}} che ne segnala la mancanza. Se i dati riportati sono sbagliati, correggi direttamente la voce biografica; le modifiche saranno visibili in questa lista entro pochi giorni. Per chiarimenti vedi il progetto biografie. La lista contiene solo le 117 persone che sono citate nell'enciclopedia e per le quali è stato implementato correttamente il template Bio. Pagina aggiornata al 3 feb 2025. |

- 1º giugno - Sofron Dmyterko, vescovo cattolico ucraino († 2008)
- 1º giugno - Vincenzo Franco, arcivescovo cattolico italiano († 2016)
- 1º giugno - William Knowles, chimico statunitense († 2012)
- 2 giugno - Dino Ciarlo, generale italiano († 2012)
- 2 giugno - Max Showalter, attore statunitense († 2000)
- 2 giugno - Romano Zaniol, pittore e scultore italiano († 1989)
- 3 giugno - Leo Gorcey, attore statunitense († 1969)
- 4 giugno - Newton Canegal, calciatore brasiliano († 2003)
- 4 giugno - Robert Merrill, baritono statunitense († 2004)
- 4 giugno - Howard Metzenbaum, politico statunitense († 2008)
- 4 giugno - Tone Polda, presbitero e poeta sloveno († 1945)
- 4 giugno - Hümeyra Hanımsultan, principessa ottomana († 2000)
- 5 giugno - Maurice Duverger, giurista, politologo e politico francese († 2014)
- 5 giugno - Alberto Giomo, politico italiano († 1977)
- 5 giugno - Norival, calciatore brasiliano († 1988)
- 5 giugno - José Baptista Pinheiro de Azevedo, ammiraglio e politico portoghese († 1983)
- 5 giugno - Sebastiano Sciuti, fisico italiano († 2016)
- 6 giugno - Kirk Kerkorian, aviatore e imprenditore statunitense († 2015)
- 6 giugno - Ion Rațiu, politico, imprenditore e scrittore rumeno († 2000)
- 6 giugno - Antonio Sanna, medico e microbiologo italiano († 1992)
- 6 giugno - George Zoritch, ballerino russo († 2009)
- 7 giugno - Gwendolyn Brooks, poetessa e scrittrice statunitense († 2000)
- 7 giugno - Dean Martin, cantante, attore e comico statunitense († 1995)
- 8 giugno - Zvonimir Koceić, calciatore croato († 1997)
- 8 giugno - Raoul Manselli, storico italiano († 1984)
- 8 giugno - Alberto Romano, militare italiano († 1996)
- 8 giugno - George D. Wallace, attore statunitense († 2005)
- 8 giugno - Byron White, magistrato e giocatore di football americano statunitense († 2002)
- 9 giugno - MacDonald Hobley, annunciatore televisivo, conduttore televisivo e attore britannico († 1987)
- 9 giugno - Eric Hobsbawm, storico e scrittore britannico († 2012)
- 9 giugno - Klaas Ooms, calciatore olandese († 1970)
- 9 giugno - Ladislav Prokop, cestista cecoslovacco
- 9 giugno - Salvatore Sorrentino, vescovo cattolico italiano († 2006)
- 9 giugno - Aba Szathmáry, cestista e giavellottista ungherese († 2000)
- 9 giugno - Almo Violin, ingegnere italiano († 1992)
- 10 giugno - Ettore Donini, pittore, decoratore e restauratore italiano († 2010)
- 10 giugno - Greta Gonda, attrice austriaca († 1974)
- 10 giugno - Angelo Rovelli, ingegnere, imprenditore e bobbista italiano († 1990)
- 10 giugno - Antonello Trombadori, giornalista, critico d'arte e politico italiano († 1993)
- 11 giugno - Fausto Balilla Albani, aviatore e militare italiano († 2006)
- 11 giugno - Thomas Davis, medico e politico cookese († 2007)
- 11 giugno - Enzo Michelini, militare italiano († 1942)
- 11 giugno - João Bosco Burnier, religioso brasiliano († 1976)
- 11 giugno - Giuseppe Vannucci, calciatore italiano († 1975)
- 12 giugno - Bianca Della Corte, attrice italiana († 2006)
- 12 giugno - Alessandro Fregoni, calciatore italiano († 2000)
- 12 giugno - Gottfried Honegger, artista e illustratore svizzero († 2016)
- 12 giugno - Armando Longhi, calciatore italiano († 2003)
- 13 giugno - Rodolfo Celletti, musicologo e critico musicale italiano († 2004)
- 13 giugno - Luigi Martelli, calciatore italiano
- 13 giugno - Zerka T. Moreno, psicoterapeuta olandese († 2016)
- 13 giugno - Augusto Roa Bastos, scrittore paraguaiano († 2005)
- 14 giugno - Vlado Dapčević, politico jugoslavo († 2001)
- 14 giugno - Lise Nørgaard, scrittrice, sceneggiatrice e giornalista danese († 2023)
- 14 giugno - Martin Rosenblatt, attore statunitense († 1991)
- 14 giugno - Franco Soave, chirurgo italiano († 1984)
- 15 giugno - Vincenzo Bellisario, politico italiano († 1969)
- 15 giugno - John Bennett Fenn, chimico statunitense († 2010)
- 15 giugno - Walter Forster, attore, autore televisivo e sceneggiatore brasiliano († 1996)
- 15 giugno - Lash LaRue, attore statunitense († 1996)
- 16 giugno - Larbi Ben Barek, calciatore e allenatore di calcio marocchino († 1992)
- 16 giugno - Faidōn Gkizikīs, generale e politico greco († 1999)
- 16 giugno - Aurelio Lampredi, ingegnere italiano († 1989)
- 16 giugno - Katharine Graham, giornalista e editrice statunitense († 2001)
- 16 giugno - Irving Penn, fotografo statunitense († 2009)
- 17 giugno - Paul Eeckhout, architetto belga († 2012)
- 17 giugno - Nicola Falde, generale, giornalista e saggista italiano († 1996)
- 17 giugno - Atle Selberg, matematico norvegese († 2007)
- 18 giugno - Richard Boone, attore statunitense († 1981)
- 18 giugno - Ferdinando Castagnoli, archeologo italiano († 1988)
- 18 giugno - Frank Colacurcio, mafioso statunitense († 2010)
- 18 giugno - Ross Elliott, attore statunitense († 1999)
- 19 giugno - Aristóbulo Deambrossi, calciatore argentino († 1995)
- 19 giugno - Käthe Grasegger, sciatrice alpina tedesca († 2001)
- 19 giugno - Robert Karnes, attore statunitense († 1979)
- 19 giugno - Joshua Nkomo, politico zimbabwese († 1999)
- 19 giugno - Ermenegildo Volpi, calciatore italiano
- 19 giugno - Fulbert Youlou, politico e presbitero della Repubblica del Congo († 1972)
- 20 giugno - Giuseppe Costantino Dragan, imprenditore e economista rumeno († 2008)
- 20 giugno - Felice Filippini, scrittore, pittore e traduttore svizzero († 1988)
- 20 giugno - Tauno Kovanen, lottatore finlandese († 1986)
- 20 giugno - Zlatko Kovačević, cestista jugoslavo
- 20 giugno - Giorgio Mondadori, editore e dirigente sportivo italiano († 2009)
- 20 giugno - Helena Rasiowa, matematica polacca († 1994)
- 21 giugno - Tommy Conlon, attore statunitense († 2000)
- 21 giugno - Leslie Shepard, archivista, produttore cinematografico e parapsicologo britannico († 2004)
- 21 giugno - Kurt Welsch, calciatore tedesco († 1981)
- 22 giugno - Alberto Belén, calciatore argentino
- 22 giugno - George Fonder, pilota automobilistico statunitense († 1958)
- 22 giugno - Davey O'Brien, giocatore di football americano statunitense († 1977)
- 23 giugno - Ian Francis Bell Common, entomologo australiano († 2006)
- 23 giugno - Dominic Ignatius Ekandem, cardinale e arcivescovo cattolico nigeriano († 1995)
- 24 giugno - César Boutteville, scacchista francese († 2015)
- 24 giugno - Joan Clarke, crittanalista e numismatica britannica († 1996)
- 24 giugno - Gabriele De Rosa, storico, politico e scrittore italiano († 2009)
- 24 giugno - David Easton, politologo canadese († 2014)
- 24 giugno - Wayne Oates, psicologo statunitense († 1999)
- 24 giugno - Annette Poivre, attrice francese († 1988)
- 25 giugno - Nils Karlsson, fondista svedese († 2012)
- 25 giugno - Claude Seignolle, scrittore francese († 2018)
- 26 giugno - Italo Bellotti, politico italiano († 2007)
- 26 giugno - Melina Pignatelli, cantante lirica italiana († 2001)
- 26 giugno - Fedora Penelli, cestista cilena († 1994)
- 26 giugno - Pavel Aleksandrovič Solov'ëv, ingegnere sovietico († 1996)
- 28 giugno - Albert De Cleyn, calciatore belga († 1990)
- 28 giugno - Antonio Lucchese, calciatore italiano
- 28 giugno - John Dering Nettleton, militare e aviatore sudafricano († 1943)
- 28 giugno - Bobby Neu, cestista statunitense († 1971)
- 28 giugno - Mario Nigro, pittore italiano († 1992)
- 29 giugno - Ulpio Minucci, compositore e musicista italiano († 2007)
- 29 giugno - Natale Vecchi, lottatore italiano († 1988)
- 30 giugno - Julian Creus, sollevatore britannico († 1992)
- 30 giugno - Susan Hayward, attrice statunitense († 1975)
- 30 giugno - Lena Horne, cantante, attrice e danzatrice statunitense († 2010)
- 30 giugno - Willa Kim, costumista statunitense († 2016)
- 30 giugno - Erminio Rosso, calciatore italiano († 1992)
- 30 giugno - Tat'jana Sevrjukova, pesista sovietica († 1981)